# Oplodontha viridula
Espèce
Oplodontha viridula est une espèce de mouches de la famille des Stratiomyidae.